# Harunobu (cràter)
Harunobu és un cràter d'impacte en el planeta Mercuri de 107 km de diàmetre. Porta el nom del pintor japonès Suzuki Harunobu (1720/1724-1770), i el seu nom va ser aprovat per la Unió Astronòmica Internacional el 1976.